# پامچال راسبی
پامچال راسبی (نام علمی: Primula rusbyi) نام یک گونه از سرده پامچال است.